# Gobiesocidae
Famille
Les Gobiesocidae sont une famille de poissons.

## Description
Ce sont principalement des petits poissons, la plupart des espèces ne dépassant pas les 6 cm de long.
Ils ont le corps effilé, une unique nageoire dorsale, la tête aplatie.
Leurs couleurs sont souvent surprenantes, et certains de ces poissons peuvent même changer très rapidement de couleur pour se fondre avec l'environnement.

## Habitat et répartition
On trouve les espèces de cette famille dans les océans Pacifique, Atlantique, Indien et en Méditerranée.
Les espèces de cette famille vivent principalement au fond de l'eau, et peuvent s'abriter entre les oursins et les crinoïdes.

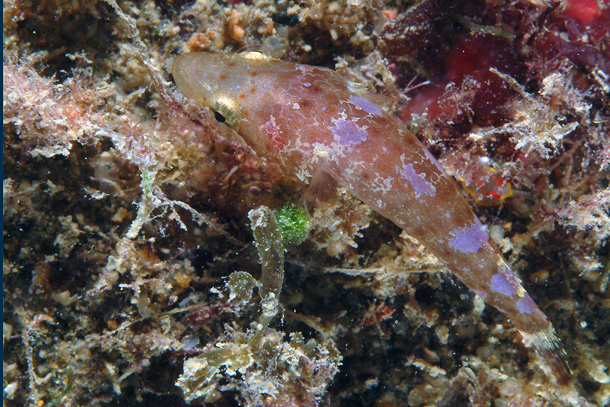
Apletodon incognitus à 10 m de profondeur, sur la côte toscane (Italie)

## Classification
Cette famille est classée dans différents ordres et super-ordres selon les sources :
- ITIS la classe dans le super-ordre des Acanthopterygii et l'ordre des Perciformes ;
- FishBase la classe dans le super-ordre des Paracanthopterygii et l'ordre des Gobiesociformes.

### Listes des genres
Selon World Register of Marine Species (2 mai 2016) :
- sous-famille Cheilobranchinae Günther, 1870
  - genre Alabes Cloquet, 1816
- sous-famille Gobiesocinae Bleeker, 1859
  - genre Acyrtops Schultz, 1951
  - genre Acyrtus Schultz, 1944
  - genre Apletodon Briggs, 1955
  - genre Arcos Schultz, 1944
  - genre Aspasma Jordan & Fowler, 1902
  - genre Aspasmichthys Briggs, 1955
  - genre Aspasmodes Smith, 1957
  - genre Aspasmogaster Waite, 1907
  - genre Briggsia Craig & Randall, 2009
  - genre Chorisochismus Brisout de Barneville, 1846
  - genre Cochleoceps Whitley, 1943
  - genre Conidens Briggs, 1955
  - genre Creocele Briggs, 1955
  - genre Dellichthys Briggs, 1955
  - genre Derilissus Briggs, 1969
  - genre Diademichthys Pfaff, 1942
  - genre Diplecogaster Fraser-Brunner, 1938
  - genre Diplocrepis Günther, 1861
  - genre Discotrema Briggs, 1976
  - genre Eckloniaichthys Smith, 1943
  - genre Gastrocyathus Briggs, 1955
  - genre Gastrocymba Briggs, 1955
  - genre Gastroscyphus Briggs, 1955
  - genre Gobiesox Lacepède, 1800
  - genre Gouania Nardo, 1833
  - genre Gymnoscyphus Böhlke & Robins, 1970
  - genre Haplocylix Briggs, 1955
  - genre Kopua Hardy, 1984
  - genre Lecanogaster Briggs, 1957
  - genre Lepadichthys Waite, 1904
  - genre Lepadicyathus Prokofiev, 2005
  - genre Lepadogaster Goüan, 1770
  - genre Liobranchia Briggs, 1955
  - genre Lissonanchus Smith, 1966
  - genre Modicus Hardy, 1983
  - genre Opeatogenys Briggs, 1955
  - genre Parvicrepis Whitley, 1931
  - genre Pherallodichthys Shiogaki & Dotsu, 1983
  - genre Pherallodiscus Briggs, 1955
  - genre Pherallodus Briggs, 1955
  - genre Posidonichthys Briggs, 1993
  - genre Propherallodus Shiogaki & Dotsu, 1983
  - genre Rimicola Jordan & Evermann, 1896
  - genre Sicyases Müller & Troschel, 1843
  - genre Tomicodon Brisout de Barneville, 1846
  - genre Trachelochismus Brisout de Barneville, 1846
  - genre Unguitrema Fricke, 2014

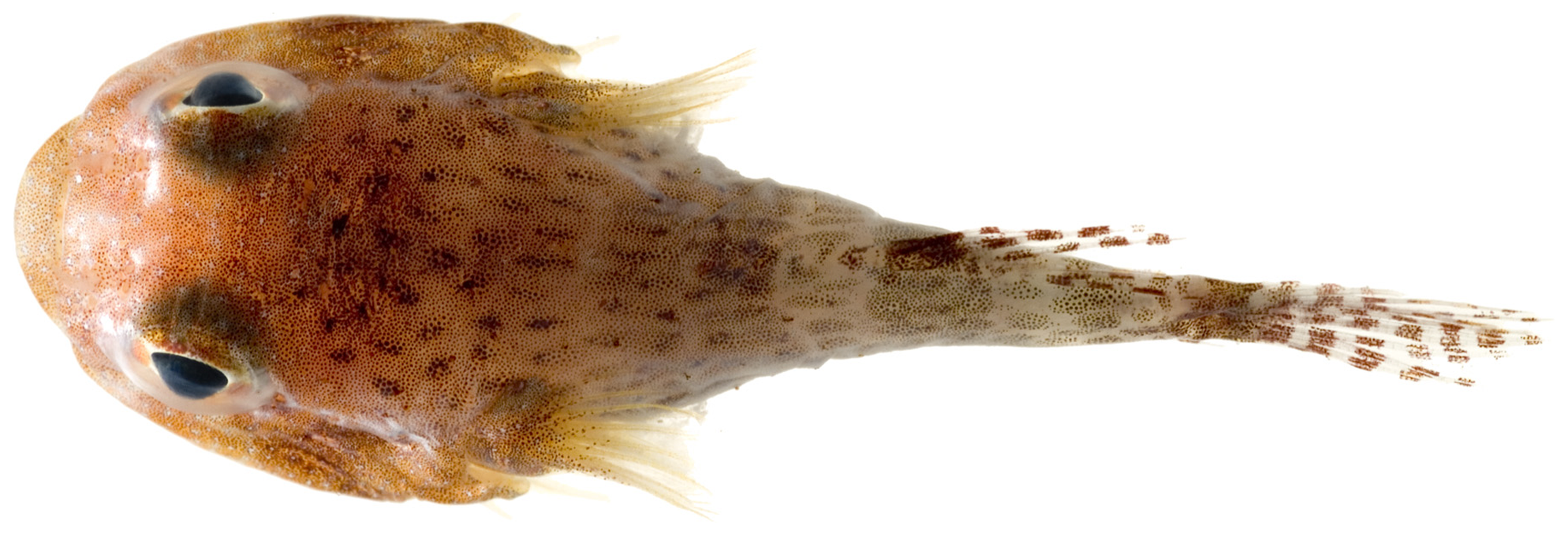
Acyrtus artius.
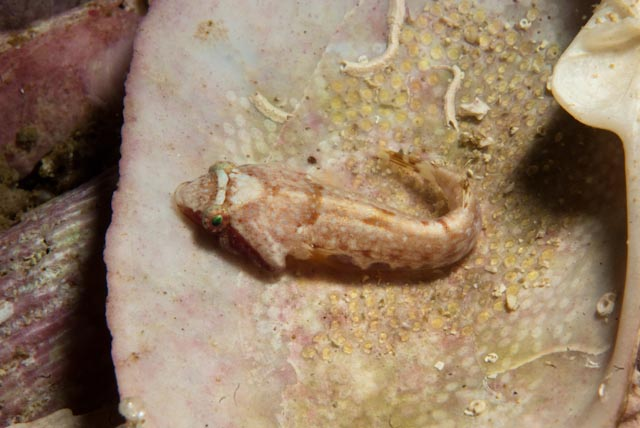
Apletodon pellegrini.
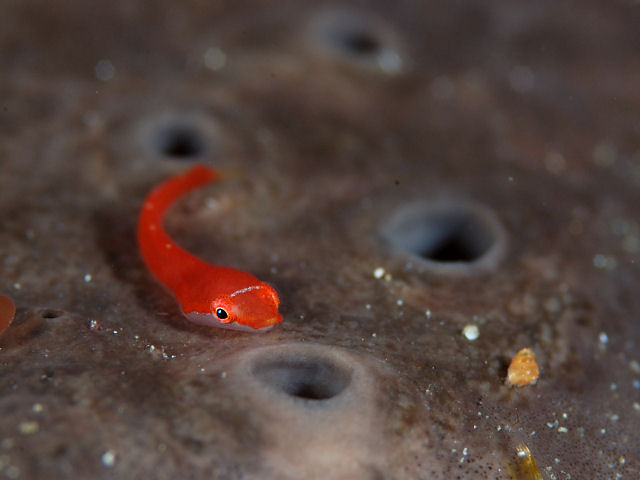
Aspasma minima.
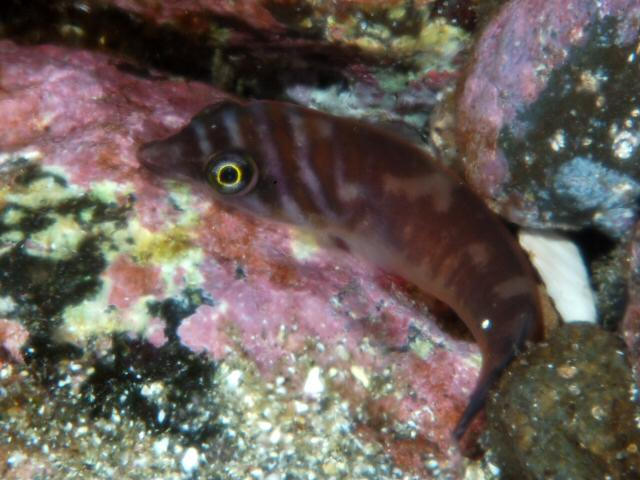
Aspasmichthys ciconiae.
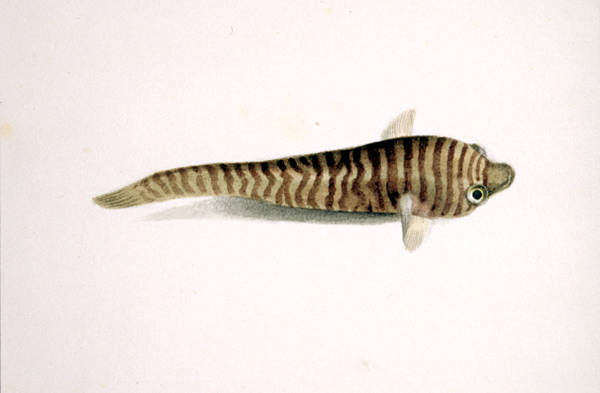
Aspasmogaster tasmaniensis.
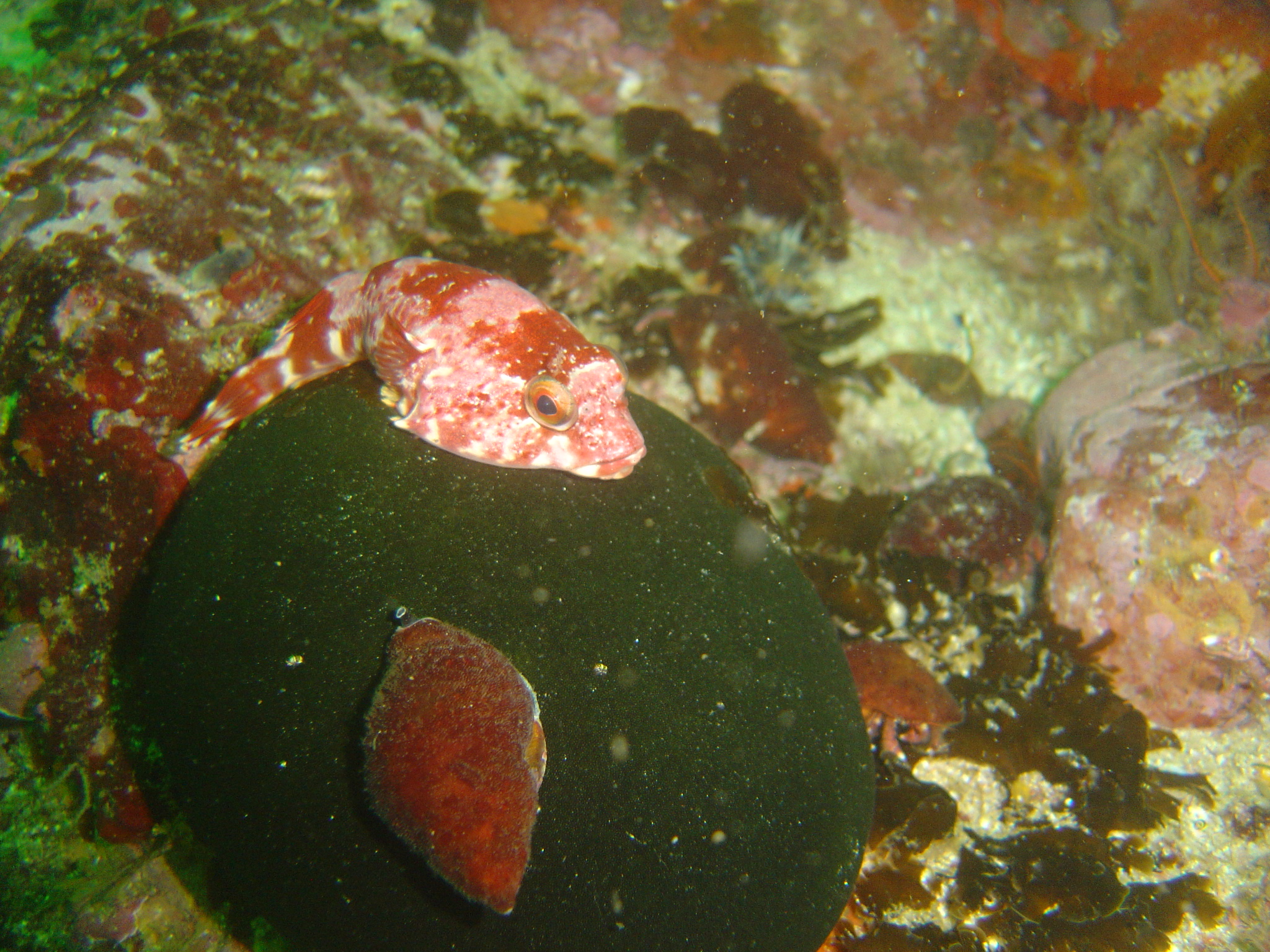
Chorisochismus dentex.
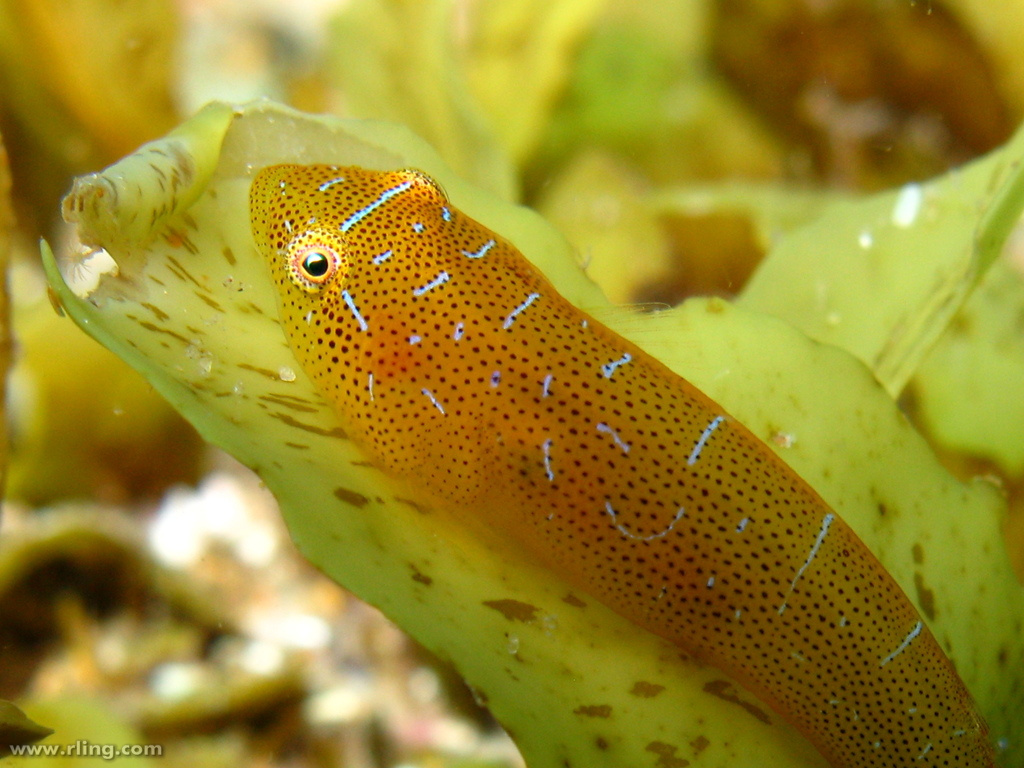
Cochleoceps orientalis.
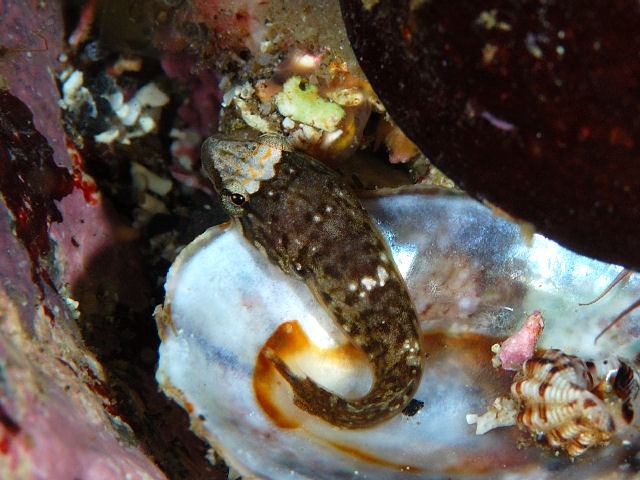
Conidens laticephalus.
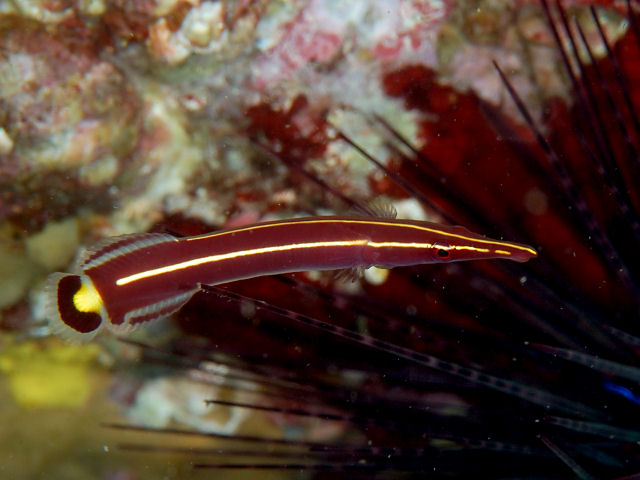
Diademichthys lineatus.
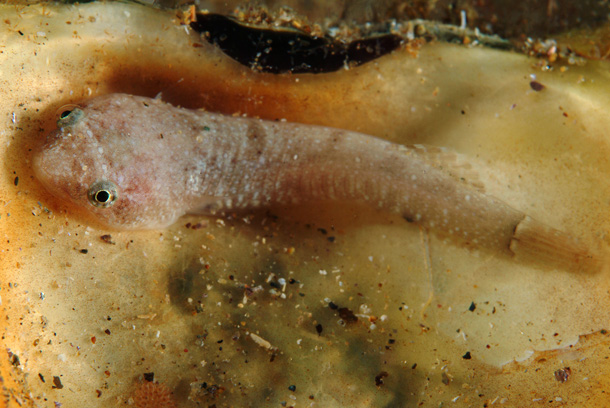
Diplecogaster bimaculata.
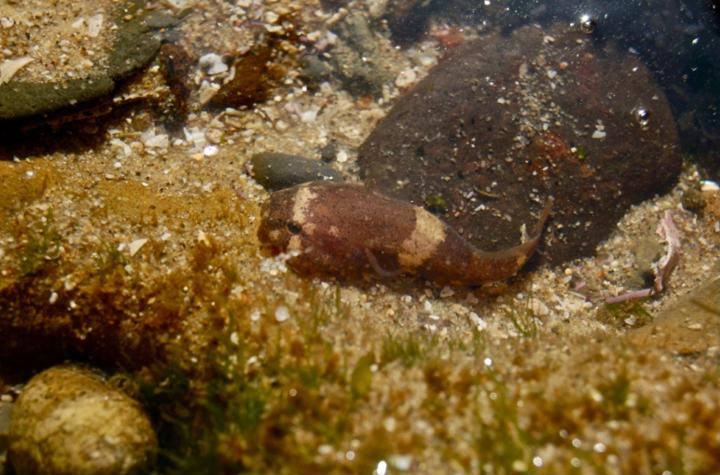
Gobiesox rhessodon.
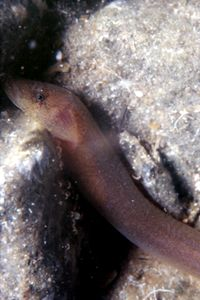
Gouania willdenowi.
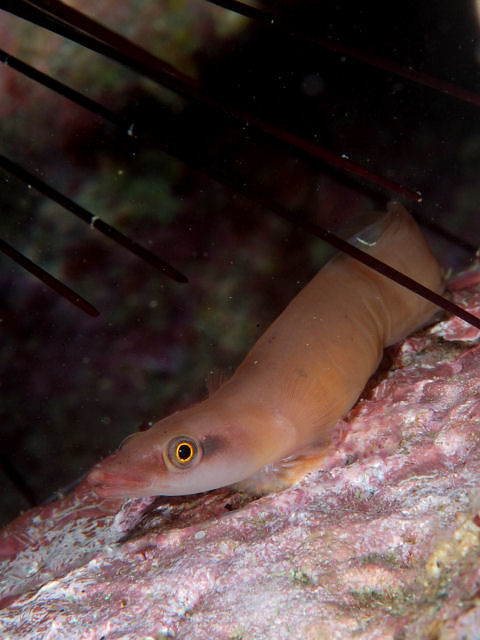
Lepadichthys frenatus.
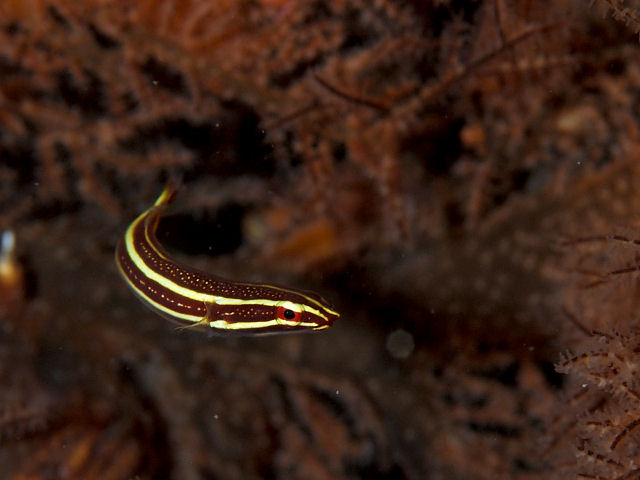
Lepadichthys lineatus.
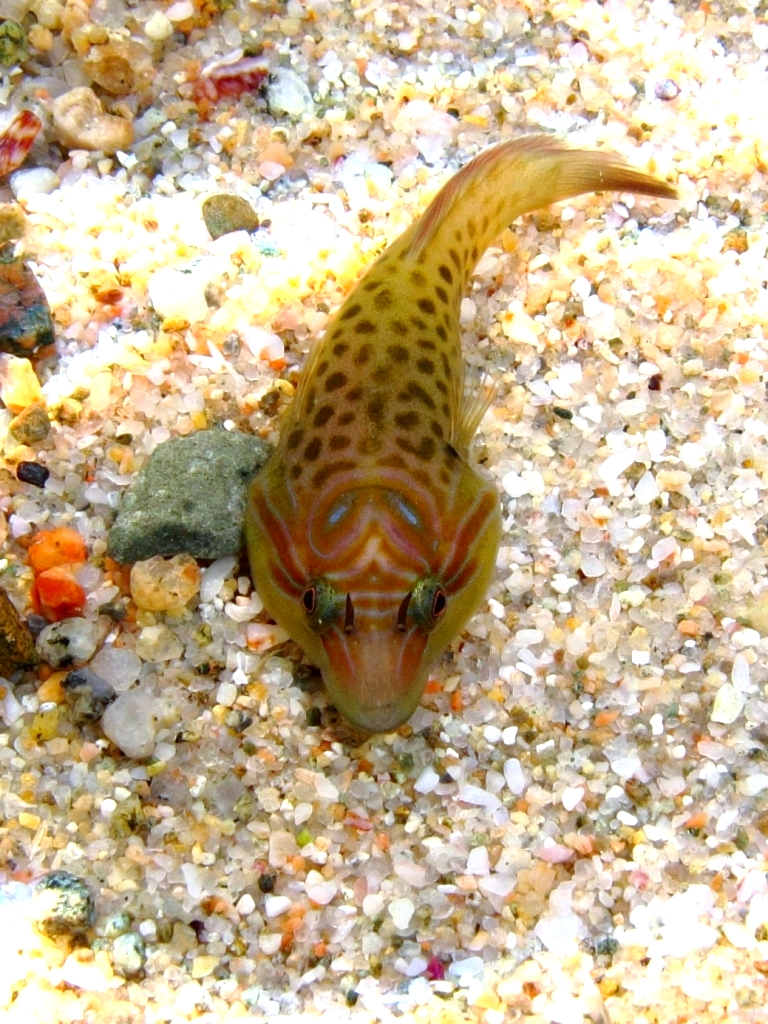
Lepadogaster lepadogaster.
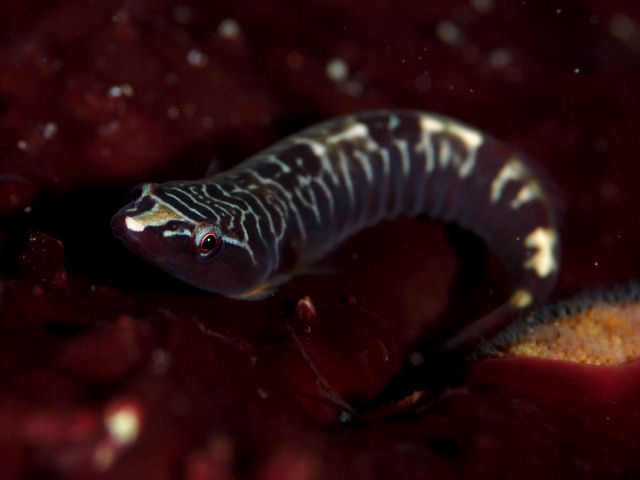
Pherallodus indicus.
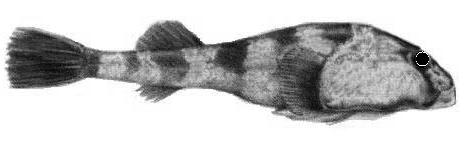
Sicyases sanguineus.
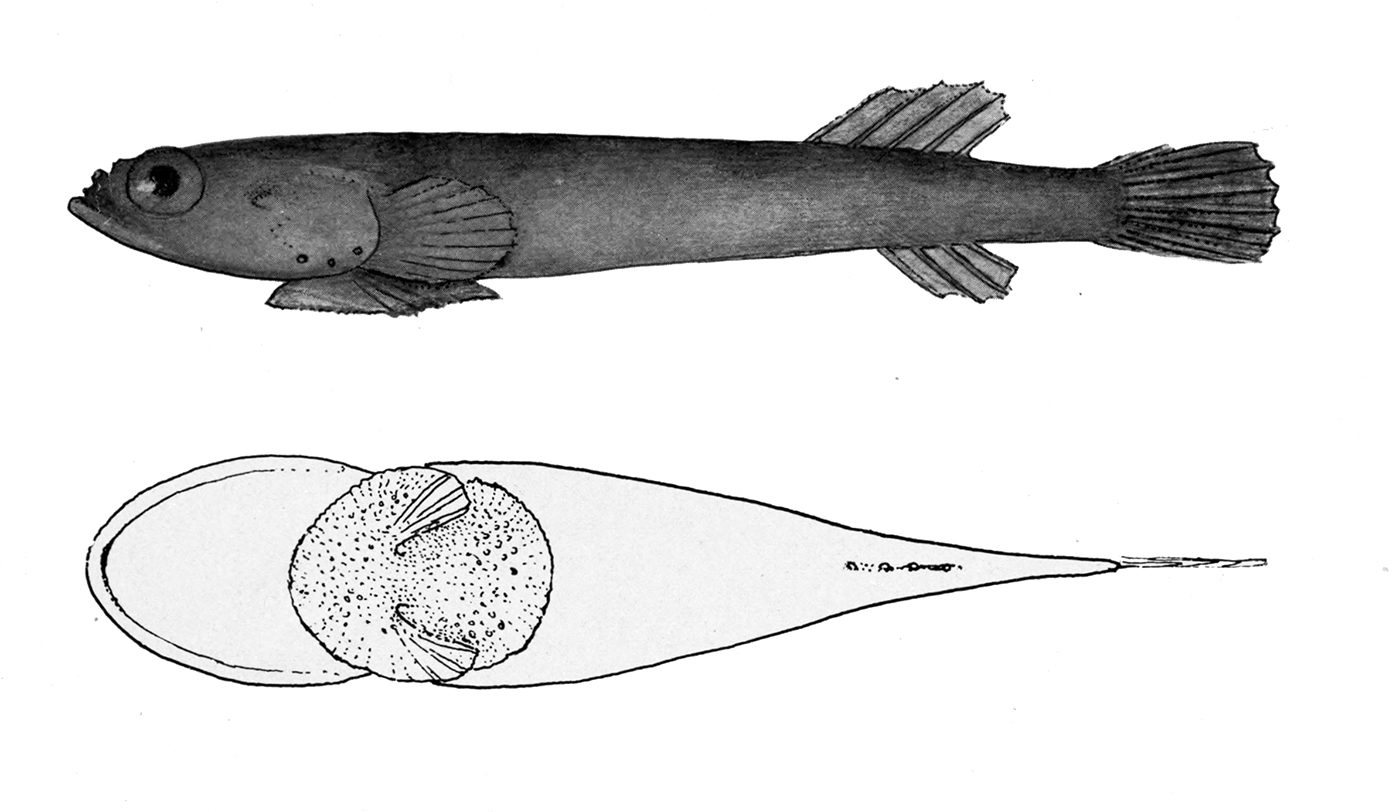
Tomicodon fasciatus.